# Bajos del Ejido
Bajos del Ejido es una localidad del estado mexicano de Guerrero. Es parte del municipio de Coyuca de Benítez.

## Demografía
| Gráfica de evolución demográfica |
|                                  |

| Censo | Población |
| ----- | --------- |
| 1910  | 606       |
| 1921  | 353       |
| 1930  | 591       |
| 1940  | 867       |
| 1950  | 946       |
| 1960  | 1 775     |
| 1970  | 1 763     |
| 1980  | 2 313     |
| 1990  | 3 848     |
| 2000  | 5 362     |
| 2010  | 6 165     |
| 2020  | 5 831     |